# Rüdiger Bormann
Rüdiger Bormann (* 14. September 1952 in Bremen; † 13. Januar 2013 in Köln-Marienburg) war ein deutscher Physiker und von 2009 bis 2013 Präsident der Universität Bayreuth.

## Leben
Bormann studierte Physik an der Universität Göttingen und promovierte 1979. Nach einem mehrjährigen Aufenthalt am Department of Applied Physics der Stanford University habilitierte er sich 1988 im Fach Metallphysik an der Universität Göttingen. Von 1989 bis 2009 war er Professor für Metallphysik an der Technischen Universität Hamburg-Harburg, wo er das Institut für Werkstoffphysik und -technologie leitete. In Personalunion war Bormann seit 1989 Abteilungsleiter, seit 1996 Institutsleiter für Werkstofftechnologie des Instituts für Werkstoffforschung am GKSS-Forschungszentrum Geesthacht GmbH (heute Helmholtz-Zentrum Geesthacht – Zentrum für Material- und Küstenforschung). Als Programmsprecher im Forschungsbereich Schlüsseltechnologien wirkte er in den Jahren 2002 bis 2009 maßgeblich an der strukturellen und programmatischen Entwicklung der Werkstoffforschung innerhalb der Helmholtz-Gemeinschaft Deutscher Forschungszentren mit. Im Juli 2008 wurde er von Senat und Hochschulrat der Universität Bayreuth zum Präsidenten der Universität gewählt. Seine Amtszeit begann am 1. April 2009.
Von Februar 2004 bis April 2010 war Bormann Mitglied im deutschen Wissenschaftsrat, von 2006 bis 2009 war er stellvertretender Vorsitzender der wissenschaftlichen Kommission. Er gehörte damit auch der im Juli 2005 gegründeten Strategie-Kommission der Exzellenzinitiative des Bundes und der Länder an.
Bundesweit trat er im März 2011 häufig in Zusammenhang mit der Plagiatsaffäre um die Doktorarbeit von Karl-Theodor zu Guttenberg in den Medien auf.
Rüdiger Bormann starb am 13. Januar 2013 bei einem Verkehrsunfall in Köln-Marienburg. Bei einem Dauerlauf mit seiner Lebensgefährtin entlang der Rheinpromenade in Köln-Marienburg überquerte er ein Gleis der Kölner Stadtbahn, wurde von einem Zug erfasst und starb noch an der Unfallstelle.
Im März 2018 wurde ihm in Bayreuth die Prof.-Rüdiger-Bormann-Straße gewidmet.

## Auszeichnungen
- 2005: Staudinger-Durrer-Medaille der ETH Zürich[11]
- korrespondierendes Mitglied der Akademie der Wissenschaften in Hamburg